# Mary Ellen Trainor
Mary Ellen Trainor (San Francisco, 8 juli 1952 – Montecito, 20 mei 2015) was een Amerikaanse actrice. Ze was vooral bekend van haar rol als Dr. Stephanie Woods in de Lethal Weapon-films.

## Biografie
Trainor werd geboren op 8 juli 1952 in San Francisco. Ze volgde een opleiding journalistiek aan de San Diego State University en werkte vervolgens bij een aantal radiostations.
Haar eerste televisieoptreden was in 1983 met een gastrol in Cheers. Een jaar later had ze haar eerste filmrol in Romancing the Stone. Ze was vaak te zien in films van Richard Donner en van haar ex-echtgenoot Robert Zemeckis. Naast haar filmwerk had ze ook terugkerende rollen in de televisieseries Parker Lewis Can't Lose, Relativity en Roswell. 
In juli 1980 trouwde Trainor met Back to the Future-regisseur Robert Zemeckis, in 1985 kregen ze een zoon Alexander. In 2000 besloot het echtpaar uit elkaar te gaan.
Trainor overleed op 20 mei 2015 in haar huis in Montecito op 62-jarige leeftijd aan de gevolgen van alvleesklierkanker.